# 小眼羽油鯰
小眼羽油鯰，為輻鰭魚綱鯰形目鼬鯰科的其中一種，為熱帶淡水魚，分布於南美洲哥倫比亞梅塔河流域，體長可達6.1公分，棲息在岩石底質底層水域，生活習性不明。

## 扩展阅读
維基物種上的相關：小眼羽油鯰